# Periplaneta floweri
Periplaneta floweri är en kackerlacksart som beskrevs av Hanitsch 1931. Periplaneta floweri ingår i släktet Periplaneta och familjen storkackerlackor. Inga underarter finns listade i Catalogue of Life.